# Amstel Gold Race 1981
La 16e édition de la course cycliste, l'Amstel Gold Race a eu lieu le 2 avril 1981 et a été remportée par le Français Bernard Hinault.

## Classement final
| Pos. | Coureur            | Pays      | Équipe                         | Temps           |
| ---- | ------------------ | --------- | ------------------------------ | --------------- |
| 1.   | Bernard Hinault    | France    | Renault-Elf-Gitane             | 5 h 57 min 49 s |
| 2.   | Roger De Vlaeminck | Belgique  | Daf Trucks-Cote d'Or-Gazelle   | m.t.            |
| 3.   | Fons De Wolf       | Belgique  | Vermeer Thijs-Mimo Salons-Gios | m.t.            |
| 4.   | Rudy Pevenage      | Belgique  | Capri Sonne-Koga Miyata        | m.t.            |
| 5.   | Jan Raas           | Pays-Bas  | TI-Raleigh-Creda               | m.t.            |
| 6.   | Sean Kelly         | Irlande   | Splendor-Wickes                | m.t.            |
| 7.   | Phil Anderson      | Australie | Peugeot-Esso-Michelin          | m.t.            |
| 8.   | Pierino Gavazzi    | Italie    | Magniflex-Olmo                 | m.t.            |
| 9.   | Stefan Mutter      | Suisse    | Cilo-Aufina                    | m.t.            |
| 10.  | Roger De Cnijf     | Belgique  | Boston-Mavic                   | m.t.            |